# Курт Хамрін
Курт Хамрін, або Курт Роланд Гамрін (швед. Kurt Roland Hamrin); 19 листопада 1934, Стокгольм, Швеція — 4 лютого 2024) — колишній шведський футболіст, нападник. Майже вся його футбольна кар'єра пройшла в Італії в клубах «Серії А», де він став справжньою легендою. Відрізнявся прекрасною технікою, чудово поставленим ударом, широким баченням поля і високим командним духом, завдяки чому швидко адаптувався в колективі. Посідає шосту позицію в списку найкращих бомбардирів італійської «Серії А» всіх часів. Віце-чемпіон світу 1958 року у складі збірної Швеції.

## Клубна кар'єра
Хамрін почав грати в футбол в юнацьких командах «Хувудста» і «Росунга», а в 1952 році почав кар'єру професійного гравця у шведському столичному клубі «АІК». Курт Хамрін — далеко не єдиний зі скандинавських спортсменів, які влітку грали у футбол, а взимку — у хокей. Але він один з небагатьох, кому пощастило грати у національній збірній з обох видів спорту. Хамрін двічі виходив на поле у складі збірної Швеції з хокею, а в 1952 році у складі хокейного АІКу він став переможцем другої хокейної ліги і перейшов до першої. Втім, після цього Хамрін вирішив зосередитись на футболі і професійно в хокей більше не грав.

Курт Хамрін під час виступів за «Фіорентіну».

У 1956 році він пішов слідами своїх знаменитих співвітчизників Гуннара Грена, Гуннара Нордаля і Нільса Лідхольма і почав грати в італійському чемпіонаті, підписавши контракт з «Ювентусом». За цей клуб він відіграв лише один сезон, взявши участь у 23 матчах і забивши 8 м'ячів, однак уся його подальша клубна кар'єра проходила в клубах італійської «Серії А». Хамрін — один з нечисленних скандинавських гравців, якому вдалося чудово пристосуватися до спекотного середземноморського клімату; навіть по закінченні футбольної кар'єри він залишився жити у Флоренції. В Італії його шведське прізвисько «Курре» змінилося на «Учелліно» (італ. uccellino — «пташеня»), яке містить натяк на його невеликий зріст (170 см).
У 1957 році він перейшов до «Падови», за яку також відіграв лише один сезон, а в наступному році перейшов до «Фіорентіни». У «Фіорентіні» Хамрін затримався майже на десятиріччя; саме в цьому клубі він повною мірою розкрив свої таланти і здобув собі славу і популярність серед італійських тифозі. Хамрін відіграв за «Фіорентіну» 289 матчів Серії А, забивши 150 м'ячів. Його рекорд кількості м'ячів, забитих за «Фіорентіну», утримувався протягом тридцяти років, поки не був перевершений Габріелем Батістутою в 2000 році. У складі «Фіорентини» Хамрін двічі (в 1961 і 1966 роках) вигравав Кубок Італії, а також в 1961 — Кубок володарів Кубків. В сезоні 1963/64 в матчі з «Аталантою», який «Фіорентіна» виграла з рахунком 7:1, Хамрін забив п'ять м'ячів, встановивши рекорд Серії А за кількістю голів, забитих одним гравцем у гостьовому матчі.
1967 року він перейшов до «Мілана», у складі якого в сезоні 1967-68 році вперше став чемпіоном Італії. У тому ж сезоні «Мілан» виграв Кубок Чемпіонів; в фіналі розіграшу проти німецького «Гамбурга» обидва переможні голи забив Хамрін. В наступному сезоні Хамрін у складі «Мілана» вдруге виграв Кубок володарів Кубків.
Після двох сезонів у складі «Мілана» Хамрін перейшов до «Наполі», за який відіграв ще три сезони. В 1972 році він на короткий час повернувся до Швеції, де грав за столичний «ІФК Стокгольм», але невдовзі після цього вирішив завершити футбольну кар'єру.
Всього в Серії А Хамрін забив 191 гол, за теперішнього часу посідаючи шосту позицію в списку найкращих бомбардирів ліги (після Сільвіо Піоли, Гуннара Нордаля, Жозе Альтафіні, Джузеппе Меацци і Роберто Баджо).

## Національна збірна
До збірної Швеції Хамріна було запрошено в 1953 році, майже відразу після початку його професійної кар'єри у шведському «АІКу». Через кілька років він вже вважався одним з найкращих гравців збірної.
У складі збірної Швеції Хамрін брав участь в чемпіонаті світу 1958 року, на якому Швеція посіла друге місце. У півфінальному матчі проти збірної ФРН Хамрін став для німців справжньою «кісткою в горлі»: спочатку виходом віч-на-віч з воротарем німців Еріхом Юсковяком він спровокував його на порушення правил, яке призвело до вилучення воротаря з поля, а потім забив вирішальний гол.
У фіналі чемпіонату збірна Швеції поступилася з рахунком 2:5 збірній Бразилії, в складі якої грав Пеле.
Всього з 1953 по 1965 роки Хамрін відіграв за збірну 32 матчі, в яких забив 17 м'ячів.
Після закінчення активної футбольної кар'єри оселився у Флоренції, де живе й зараз. Він часто приїжджає до Швеції, щоб відвідати один-два матчі клубу «АІК», в якому почалася його футбольна кар'єра. У Флоренції він регулярно бере участь у святах та церемоніях, які влаштовує клуб «Фіорентина».

## Досягнення і нагороди
- Віце-чемпіон світу: 1958 (у складі збірної Швеції).
- Чемпіон Італії: 1967-68 (у складі «Мілана»).
- Кубок Італії: 1961, 1966 (у складі «Фіорентини»).
- Кубок європейських чемпіонів: 1969 (у складі «Мілана»).
- Кубок володарів кубків УЄФА: 1961 (у складі «Фіорентини»), 1968 (у складі «Мілана»).
- Кубок Мітропи: 1966 (у складі «Фіорентини»).
- 6-е місце в списку найкращих бомбардирів італійської «Серії А» всіх часів[7].
- 2-е місце в списку найкращих бомбардирів «Фіорентини» всіх часів.
- Рекорд Серії А за кількістю м'ячів, забитих гравцем в гостевому матчі: 5 м'ячів в матчі сезону сезоні 1963-64 «Аталанта»—"Фіорентина" (1:7).